# Frank Burchot
Frank Burchot (* 17. April 1966) ist ein ehemaliger deutscher Eishockeyspieler.

## Werdegang
Burchot begann seine Karriere beim Herner EV, wo er zwischen 1984 und 1988 in der 2. Bundesliga spielte. Nach dem Abstieg der Herner spielte er für ein Jahr beim Regionalligisten Herforder EG, bevor er zum Ligarivalen ESC Ahaus weiter ging. Mit Ahaus stieg er 1990 in die Oberliga Nord auf. 1991 kehrte er zunächst nach Herford zurück, wechselte aber bereits während der Saison weiter zum ESC Wedemark. 1992 ging Burchot für zwei Jahre zum Regionalligisten EHC Salzgitter, bevor er zum NRW-Ligisten Herforder EC zurückkehrte.
Mit dem Herforder EC steig Burchot 1995 in die drittklassige 2. Liga Nord auf und schaffte in der Saison 1995/96 sportlich den Klassenerhalt. Aus finanziellen Gründen zog sich der Verein jedoch wieder in die NRW-Liga zurück. Als die Herforder im Jahre 2000 in die Oberliga Nord aufstieg wechselte Burchot zum SV Brackwede aus Bielefeld, kehrte aber nach dem freiwilligen Rückzug der Herforder ein Jahr später wieder zurück. Als der Herforder EC 2002 insolvenzbedingt aufgelöst werden musste pausierte Burchot.
Drei Jahre später nahm der Nachfolgeverein Herforder EV den Spielbetrieb auf und Burchot stieg 2006 mit seiner Mannschaft in die Verbandsliga auf. Ein Jahr später kehrte er zum SV Brackwede zurück und spielte dort bis zu seinem Karriereende im Jahre 2014 in den unteren Spielklassen Nordrhein-Westfalens. In der Saison 2010/11 trainierte Burchot gemeinsam mit seinem langjährigen Herforder Mitspieler Peter Derksen die Frauenmannschaft des SV Brackwede in der 2. Bundesliga Nord. Seit 2016 wirkt Burchot als Nachwuchstrainer beim Herforder EV.